# Христов, Войтех
Войтех Христов (чеш. Vojtech Christov; род. 16 марта 1945, Вранов-над-Топлёу, Прешовский край) — чехословацкий футбольный арбитр.
Войтех Христов судил 198 матчей чехословацкого чемпионата в 1974—1992 годах, международные игры под эгидой ФИФА в 1977—1991 годах.
Христов обслуживал два матча чемпионата мира (один в 1982 году и один в 1986 году), а также игры чемпионата Европы 1984 года и Олимпийских игр 1980 года. В 1984 году ему доверили судить финальную игру между сборными Франции и Испании.